# 姚仁喜
姚 仁喜（ヤオ・レンシー、英語: Cris Yao/クリス・ヤオ、1951年12月6日 - ）は、台湾台北市出身の建築家。アメリカ建築家協会名誉研究員 (Honorary Fellowship of the American Institute of Architects) 。台湾での数多くの公共建築を手がけたことで知られ、2019年日本初進出となった台湾の大手書店・雑貨チェーン「誠品生活」（東京・日本橋）の店内設計も務めた。

## 人物
私立東海大学建築系（建築学科）学士（1975年卒）、カリフォルニア大学バークレー校環境デザインカレッジ建築修士（1978年卒業）。
1985年に自身の建築師事務所「姚仁喜〡大元建築工場（KRIS YAO ARTECH、アルテック・アーキテクツ・アンド・アソシエイト）」を台北と上海に設立。作品の大部分は東アジアに所在する。オフィスビルおよび駅舎、学校、博物館などの公共建築を多数手がけている。代表作は蘭陽博物館、中鋼集団総部大楼、故宮博物院南部院区など。
ヴェネチア・ビエンナーレなどでインスタレーション作品やコクーンハウスの出展も行っている。

### 設計思想
姚は1つの物件でも業者のストーリー、所有者のストーリーや思想があると考えており、建築に「カメラのレンズ（を通した視点）」と「（街の）ストーリー性」を反映している。
長年の友人であるTVプロデューサーの王偉忠は上海で姚の建築展に参観し「姚は建築を一つの舞台と考えている」との印象を受けたと述べている。かつてはニューヨークフィルムアカデミーで短期間だが映画を学んでいた。
建築家ではない兄弟も建築設計を学んでいたが、幼少時の両親が自由発想を許容していたからだと述べている。重病を患い週に1度しか登校できなかったときも、担任教師は姚に叱責や懲罰をしなかったといい、束縛なく育ったことが人生に影響を与えたと述べている。自宅療養中は辞典から漫画まで幅広く読書に耽った。高校時は美術に興味をもち、画廊に通っていたが、進学先の東海大学には美術学科がなく建築学科を選択した。当時は厳格な校風の国立台湾師範大学にしか美術学科がなく、自分には合わないと諦めている。
姚は自身が頻繁な海外渡航で使っている台湾桃園国際空港が好きではなかった。駅や空港の建築は流動性を優先し、刹那的な感覚に囚われるためとしている。高鉄彰化駅の設計を受けた際は、駅では一般的な柱のない開放感とは逆に柱を多用したデザインを取り入れた。当地の名産である花卉を意識し、駅舎を温室に、内部の柱を花やサトイモに見立てた。
後年烏鎮戯劇節を「東洋のアヴィニョン演劇祭」とすべく戯劇節発起人も務めた台湾の演出家頼声川は烏鎮の劇場こけら落とし公演のために友人だった姚に設計をオファーした。姚は頼の代表作品「如夢之夢」と烏鎮の18、19世紀の情景を思い浮かべながらデザインしたという。
台北の聯合報大楼は建て替えで姚の設計による聯合・大於へと生まれ変わったが、姚は初めて社を訪問した際に地下室の印刷工場が印象に残ったため、活版印刷の活字棚に着想を得てビル外観のデザインに応用した。

### 家庭
3兄弟のうち次男で、長兄の姚仁禄（エリック・ヤオ）はデザイナー。三男の姚仁恭は照明デザイナーで、原住民の少年サッカーチーム「C33 Football League（三三足球聯盟）」創設者。妻は作家の姚任祥。

## 受賞
- 第八屆東海大学傑出校友[3]
- 2005年カリフォルニア大学バークレー校Distinguished Alumnus Award[17]
- 内政部第3屆中華民国傑出建築師奨傑出建築師規劃設計貢献奨（1997年）[18]
- 国家文化芸術基金会（中国語版）第十一屆（2007年）国家文芸奨（中国語版）建築部門[19]
- 中華民国不動産協進会（中国語版）（FIABCI-Taiwan）国家国土建設特別貢献奨（2011年）[20]
- 2014年アメリカ建築家協会名誉研究員

### 受賞物件
- 1998年 - 元智大学図書館（台湾建築師雑誌：台湾建築奨佳作[21]）
- 1999年
  - 台北富邦商業銀行金融中心（台湾建築師雑誌：台湾建築奨（中国語版）佳作[21]）
  - 大陸工程総部大楼/漢徳民生大楼（台湾建築師雑誌：台湾建築奨佳作[21]）
- 2001年 - 仁宝電脳企業総部大楼（台湾建築師雑誌：台湾建築奨[21]）
- 2002年 - 同上（世界建築雑誌社：第1屆WA中国建築奨佳作[22]）
- 2007年 - 台湾高速鉄道新竹駅（財団法人徐元智先生紀念基金会（中国語版）：第六屆「遠東建築奨」佳作[23]）
- 2010年 - 蘭陽博物館（財団法人徐元智先生紀念基金会：第七屆「遠東建築奨」台湾区傑出奨[24]）
- 2012年
  - 蘭陽博物館（シカゴ・アセニアム（英語版）国際建築賞[25]）
  - 実践大学体育館・図書館（台北市都市景観大奨[26]）
- 2013年
  - 法鼓山農禅寺（世界華人建築師協会（WACA）：設計師大奨優秀作品[27]）
  - 中鋼集団総部大楼（アーキタイザー：Architizer A+ アワード [28]）
- 2016年 - 故宮博物院南部院区（台湾建築師雑誌：台湾建築奨佳作[21]）
- 2019年 - 台大次震宇宙館（台湾建築師雑誌：台湾建築奨佳作[29]）

## 主な作品
以下の年次は対象建築物竣工年を指す。

### 台湾
|                |                    |                  |
| 誠品生活敦南店 | 富邦金融中心       | 仁宝電脳         |
|                |                    |                  |
| 三立電視       | 大陸工程総部大楼   | 光寶科技         |
|                |                    |                  |
| 農禅寺         | 克緹大楼           | 新光信義金融大楼 |
|                |                    |                  |
| 台湾戯曲中心   | 台湾人壽総部大楼   | 華南銀行総部大楼 |
|                |                    |                  |
|                | 台湾大学次震宇宙館 | 聯合･大於        |

台北市
- 1995年 - 誠品生活敦南店[30]
- 1996年 - 台北富邦商業銀行金融中心[19]
- 1999年 - 大陸工程（中国語版）総部大楼（漢徳民生大楼）[19]
- 1999年 - 仁宝電脳企業（コンパル）総部大楼
- 2002年 - 三立電視弁公大楼[31]
- 2003年 - 光寶科技（中国語版）（LITE-ON）総部大楼[32]
- 2009年 - 克緹大楼（中国語版）（Kelti、全豊盛信義105大楼）[33]
- 2009年 - 実践大学体育館・図書館[19]
- 2009年 - 上海銀行仁愛大楼（上海商業貯蓄銀行（中国語版）仁愛分行）[34]
- 2012年 - 法鼓山農禅寺[35][36]
- 2013年 - 台湾人寿（中国語版）金融総部大楼[37]
- 2013年 - 新光信義金融大楼（ハンブルハウス台北（台北寒舍艾麗酒店）および微風広場松高）[38][39]
- 2014年 - 華南銀行総行世貿大楼（中国語版）
- 2016年 - 台湾戯曲中心（中国語版）[40]
- 2017年 - 国立台湾大学次震宇宙館[41]
- 2018年 - 聯合報弁公大楼（中国語版）（聯合･大於）[42]
- 2019年 - 遠東百貨（中国語版）信義A13[43]
- 建設中 - 富邦信義A25総部（中国語版）（レンゾ・ピアノとの共同[44]）

新北市
- 2013年 - 板橋大遠百二期弁公大楼（中国語版）（黒川紀章との共同）[45]
- 2017年 - 民視林口数位媒体総部[46]
- 2015年 - 法鼓文理学院（中国語版）[47]
- 2018年着工 - 新北市立美術館（中国語版）（鶯歌区）[48]

桃園市
- 1998年 - 元智大学図書館

新竹市
- 2016年 - 新竹転運站（中国語版）[49]

新竹県
- 2006年 - 台湾高速鉄道（高鉄）新竹駅[50]

彰化県
- 2015年 - 高鉄彰化駅[51]

雲林県
- 2015年 - 高鉄雲林駅[52]

嘉義県
- 2015年 - 故宮博物院南部院区[6]

台南市
- 2018年 - 国立台湾史前文化博物館南科分館（中国語版）（南科考古館）[53][54]

高雄市
- 2012年 - 中鋼集団総部大楼[6]

屏東県
- 2016年 - 屏東演芸庁（中国語版）[55]

宜蘭県
- 2010年 - 蘭陽博物館（中国語版）[6]
- 2019年（入札中） - 宜蘭第二行政中心（羅東鎮）[56]

金門県
- 国立金門技術学院（現・国立金門大学）多功能健康活動中心（体育館・プール）[57][58]
- 2011年 - 金門和平紀念園区の平和の鐘[59]

|                    |                  |            |            |
| 元智大学図書館     | 新竹転運站       | 高鉄新竹駅 | 高鉄雲林駅 |
|                    |                  |            |            |
| 故宮南院とアーチ橋 | 南科考古館       | 屏東演芸庁 | 蘭陽博物館 |
|                    |                  |            |            |
| 板橋大遠百         | 中鋼集団総部大楼 | 高鉄彰化駅 |            |

### 台湾国外
日本

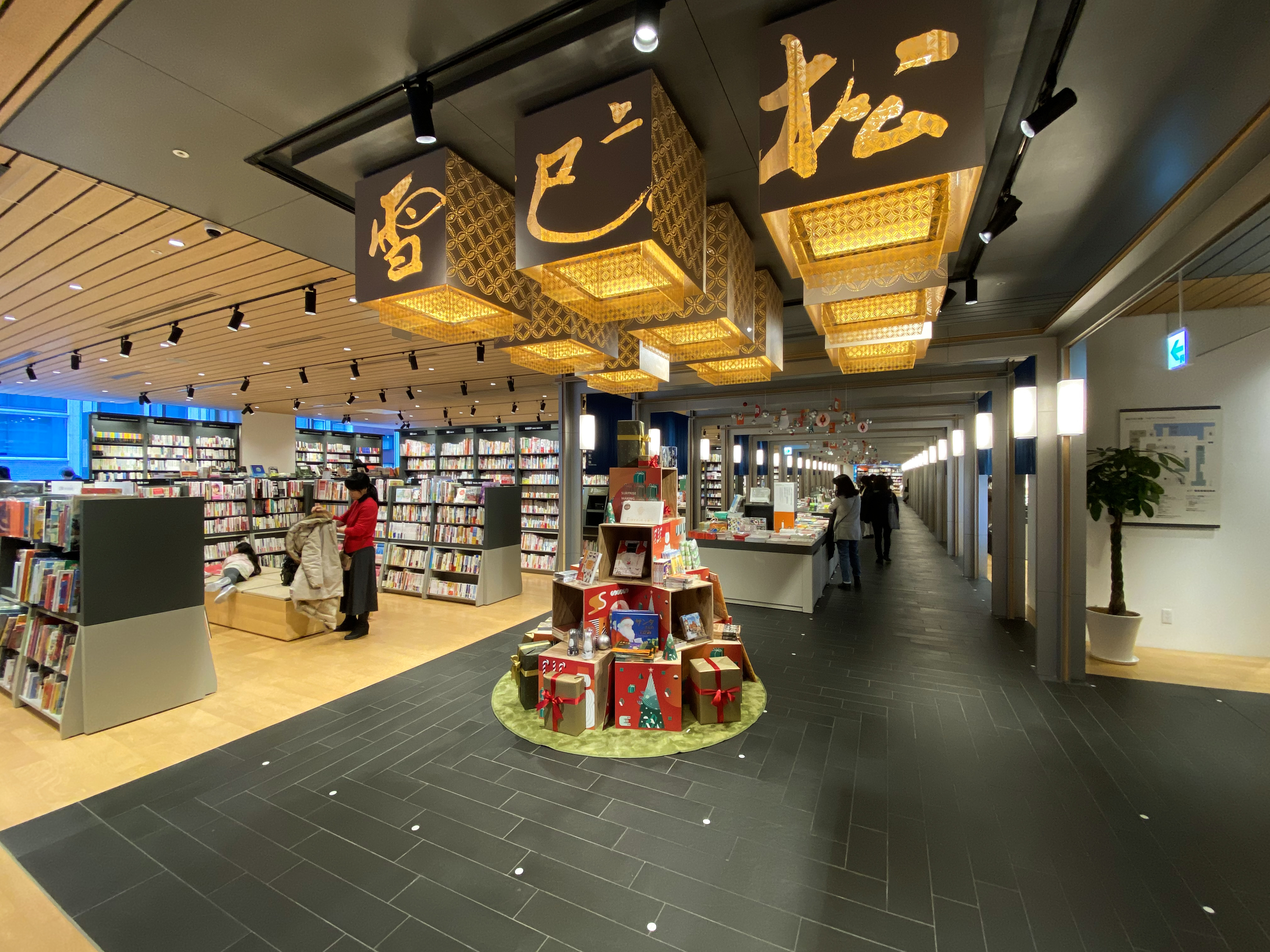
誠品生活日本橋店

- 2019年 - 誠品生活日本橋（室内監修。日本橋室町三井タワー・コレド室町テラス）[60]

|          |              |
| 蘇州誠品 | 中国華潤大廈 |

 中国
- 2013年 - 烏鎮劇院（中国語版）（浙江省嘉興市）[61]
- 2015年 - 函谷山荘（北京市密雲区）[62]
- 2015年 - 誠品生活蘇州（江蘇省蘇州市）[63]
- 2018年 - 中国華潤大廈（室内監修、広東省深圳市）[64]
- 2017年着工 - 湖畔大学（中国語版）（一期、浙江省杭州市）[65]

## 書籍
- 2001年 - 《Kris Yao/ARTECH Selected and Current works》（Images Publishing（オーストラリア）、ISBN 9781876907037）
- 2003年 - 《姚仁喜/大元聯合建築師事務所》（中国建築工業出版社（中国）、ISBN 9787112049653）
- 2011年 - ARCHITECTURE OF KRIS YAO/ARTECH》（Images Publishing（オーストラリア）、ISBN 978-1864702194）
- 2017年 - 《内境外象(姚仁喜的建筑美学)》（湖南美術出版社、ISBN 978-7535680105）